# Saint-Genis-les-Ollières

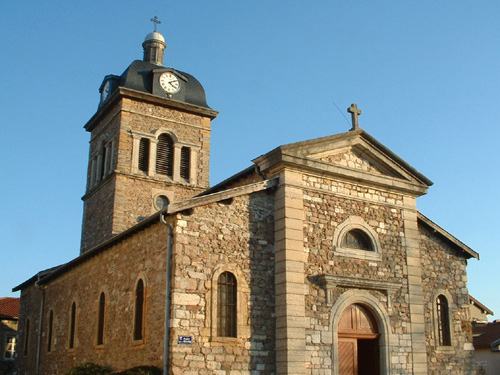
Kościół w Saint-Genis-les-Ollières, 2008

Saint-Genis-les-Ollières – miejscowość i gmina we Francji, w regionie Owernia-Rodan-Alpy, w departamencie Rodan. Nazwa miejscowości pochodzi od imienia św. Genezjusza.
Według danych na rok 1990 gminę zamieszkiwało 4211 osób, a gęstość zaludnienia wynosiła 1126 osób/km² (wśród 2880 gmin regionu Rodan-Alpy Saint-Genis-les-Ollières plasuje się na 203. miejscu pod względem liczby ludności, natomiast pod względem powierzchni na miejscu 1604.).